# Salone Perosi
El Salone Perosi va ser una sala de concerts que estava situada a la Via S. Barnaba, 46, de Milà, en el que havia sigut una església dedicada des del segle xv a Santa Maria della Pace. Va rebre aquest nom en honor del compositor Lorenzo Perosi, que va interpretar i va estrenar aquí la seva música sacra.
L'església, d'estil gòtic, va ser desconsagrada el 1805 i dedicada a partir de llavors als més variats usos: magatzem militar, hospital i picador de cavalls. El 1900 va ser adquirida pels nobles Bagatti-Valsecchi, que van restaurar l'edifici i li van oferir al compositor Perosi, que estava buscant per a la interpretació dels seus oratoris un indret più ecclesiastico di un teatro e più teatrale di una chiesa (més eclesiàstic que un teatre i més teatral que una església). Entre 1900 i 1907 es van fer molts concerts al Salone, inclòs l'estrena mundial de l'oratori Mosè, dirigit per Arturo Toscanini.
El Salone es va tancar per problemes fiscals. El 1906 va passar a ser propietat de la Societat de Maria Riparatrice, que va tornar a l'església el seu caràcter sacre i antiga seu de l'advocació a Santa Maria della Pace. El 1967, va ser adquirida per l'Orde del Sant Sepulcre de Jerusalem per al seu culte particular (excepte el matí del primer dijous de cada mes, quan s'obre al públic).